# Протохори
Протохори (грч. Πρωτοχώρι) је насељено место у општини Кожани у периферији Западна Македонија, Грчка. Према попису из 2021. године било је 716 становника.
Према бугарском географу и историчару, Василу Канчову, у Протохорију је 1900. године живело 278 Турака. Године 1923. турско становништво је принудно исељено у Турску а на њихово место су насељене грчке избегличке породице, којих је на попису из 1928. било 452. Село се раније звало Порторож.